# Geoff Denial
Geoff Denial (sinh ngày 31 tháng 1 năm 1932) là một cựu cầu thủ bóng đá người Anh thi đấu cho Sheffield United, Oxford United và Rugby Town. Trong thời gian thi đấu tại Oxford, ông chơi 199 trận ở mọi đấu trường. Ông được tuyển bởi Suez Crisis trước khi ra mắt cho Oxford United.